# Васадзе, Тариэл Шакрович
Тариэ́л Ша́крович Васа́дзе  (укр. Таріел Шакрович Васадзе; род. 15 сентября 1947, Супса, Ланчхутский муниципалитет) — украинский бизнесмен грузинского происхождения, президент ООО «Украинская автомобильная корпорация», бывший депутат Верховной Рады Украины (IV, V, VI и VII созывов).

## Биография
Родился 15 сентября 1947 года в селе Супса, Ланчхутский район, Грузинская ССР. Получил образование инженер-механик в Киевском автомобильно-дорожном институте.

### Карьера
Работал инженером, старшим мастером, начальником цеха, директором станции технического обслуживания и заместителем генерального директора объединения «Киевавтотехобслуживание» с 1971 по 1982 год.
Впоследствии с 1982 по 1991 год он занимал должность заместителя начальника и начальника Украинского республиканского управления «Автотехобслуживание».
В период с 1991 по 1992 год Васадзе являлся начальником республиканского объединения «Автосервис».
С 1992 по 2023 год Васадзе является почётным президентом и председателем правления ООО «Украинская автомобильная корпорация».
Прошёл путь от инженера до заместителя генерального директора объединения «Киевавтотехобслуживание», заместителя начальника, начальника Украинского республиканского управления «Автотехобслуживание», начальник республиканского объединения «Автосервис», президент ООО «Украинская автомобильная корпорация».

### Политик
Бывший депутат Верховной Рады Украины (IV, V, VI и VII созывов), бывший Председатель подкомитета по вопросам тарифного и нетарифного регулирования внешней торговли (включая вопросы антидемпинговых расследований) Комитета Верховной Рады Украины по налоговой и таможенной политике.
В 2006 году вошёл в Топ-100 самых влиятельных людей Украины, которых ежегодно определяет журнал «Корреспондент», Васадзе занял 52-ю позицию, и 32-ю — в 2008-м.
В 2007 году в рейтинге журнала «Фокус» «200 самых влиятельных украинцев» занял 92-е место.
С 2002 по 2006 гг. представлял Украину в Парламентской ассамблее Совета Европы (ПАСЕ).
В 2002 году — советник премьер-министра Украины Анатолия Кинаха на общественных началах.
Народный депутат Украины 4-го созыва с апреля 2002 года по апрель 2006 года от блока «За единую Украину!».
Народный депутат Украины 5 созыва 04.2006-06.2007 от Блока Юлии Тимошенко.
Народный депутат Украины 6-го созыва с ноября 2007 г., избранный по спискам БЮТ. Член Фракции Блока Юлии Тимошенко, Председатель подкомитета по тарифному и нетарифному регулированию внешней торговли (включая вопросы антидемпинговых расследований) Комитета Верховной Рады Украины по вопросам налоговой и таможенной политики и банковской деятельности.
Народный депутат Украины 7-го созыва в составе фракции Партии регионов. На парламентские выборы 2012 Васадзе прошёл в Верховную Раду по спискам Партии регионов.
21 февраля 2014 заявил о выходе из «Партии регионов» в результате событий на Майдане Независимости в Киеве. После этого вступил во фракцию «Экономическое развитие», в состав которой вошли 35 депутатов, фракция вошла в новую коалицию.
В 2014 году вошёл в список кандидатов в депутаты от партии Сергея Тигипко «Сильная Украина» на внеочередных выборах в Верховную Раду.
Главными приоритетами Васадзе в политической деятельности были развитие промышленности и машиностроения, а также создание рабочих мест. В течение всей политической деятельности открыто выступал за создание условий для воспроизводства автомобильной промышленности в Украине. С 2014 года больше не ведёт политическую деятельность и заявил, что твёрдо решил заниматься только бизнесом.

## Предпринимательская деятельность
За 30 лет бизнеса Васадзе его корпорации на разрушенной базе постсоветских предприятий удалось построить компанию, занимающую ведущие позиции на автомобильном рынке Украины, поддерживать долговременные партнёрские отношения с лидерами мирового автопрома, такими как Daimler AG, Kia Motors, General Motors, Toyota, Chery. Более 90 предприятий предоставляют рабочие места и осуществляют налоговые отчисления в бюджет страны. Ему удалось построить в УкрАВТО вертикально интегрированные бизнес-процессы от полномасштабного производства авто, их дистрибуции до разветвлённой сети дилерских центров, логистических центров, экспедиторских услуг, лизинга и страхования авто.

### В военное время
Кроме разрушений дилерских центров, потери активов и персонала на оккупированных территориях, остановки работы завода, в Киеве было заморожено строительство нескольких объектов, среди которых — крупнейший в Восточной Европе новый концептуальный центр Mercedes-Benz по новым стандартам «МАР 2020» на Столичном Шоссе 90, который должен быть введён в действие осенью 2022 года.
С начала полномасштабного вторжения Российской Федерации в Украину возник дефицит новых автомобилей и рисков их эксплуатации из-за остановленных со стороны производителей поставок новых автомобилей на рынок Украины. УкрАВТО под руководством Васадзе смогло выстроить взаимоотношения с поставщиками и партнёрами, а также обеспечило дилерские центры средствами альтернативной поставки электроэнергии для обеспечения бесперебойной работы автосервисных центров.
Из-за нехватки объёмов для производства компания начала постепенно вести работы по модернизации и реконструкции существующих рабочих мест и созданию новых высокотехнологичных. Так, в сентябре 2023 г. было объявлено о возобновлении строительства предприятия на Столичном шоссе, которое, по замыслу, задаст высочайший стандарт обслуживания украинцев. Ожидается, что строительство новых объектов и модернизация существующих позволит создать сотни рабочих мест, которые так нужны стране во время войны.
Страховая компания «Экспресс страхование», принадлежавшая корпорации Васадзе в первые дни войны, предложила гибкие условия оплаты КАСКО частями, а совместно с дилерскими центрами было обеспечено восстановление автомобилей после ДТП. В результате такой политики, по итогам прошлого года, компания вошла в перечень лидеров по страховым премиям.

## Личная жизнь
Всю жизнь был женат на Васадзе Шорене Сергеевне (умерла 16.06.2020), от неё имеет двоих детей — Васадзе Вахтанг Тариелович и Васадзе Нина Тариеловна, занимают руководящие должности в УкрАВТО. Имеет четырёх внуков.

## Награды и отличия
- Орден князя Ярослава Мудрого V ст. (5 ноября 2007) — за выдающийся личный вклад в развитие отечественного автомобилестроения, многолетнюю плодотворную общественно-политическую деятельность[13]
- Орден «За заслуги» II ст. (24 августа 2012) — за значительный личный вклад в социально-экономическое, научно-техническое, культурно-образовательное развитие Украинского государства, весомые трудовые достижения, многолетний добросовестный труд и по случаю 21-й годовщины независимости Украины[14]
- Орден «За заслуги» III ст. (2002).[источник не указан 1837 дней]
- Заслуженный работник транспорта Украины (сентябрь 1997)[15]
- Почётная грамота КМ Украины (август 2002)[16]

## Ссылка
- Справочник «Кто есть кто в Украине», издательство «К. И. С.»